# Gregory J. Leonard
Gregory J. Leonard, né en 1963, est un géologue et planétologue américain.
Il a commencé à travailler en 1992 pour l'Institut d'études géologiques des États-Unis dans le domaine de l'astrogéologie. De 1994 à 2008 il a travaillé pour diverses entreprises de recherches minières. Depuis 2008 il est chercheur au Lunar and Planetary Laboratory de l'Université de l'Arizona et travaille pour le Catalina Sky Survey.
Il a contribué aux études sur les glaciers alpins et les dangers, à la géologie des planètes telluriques et à des relevés d'astéroïdes proches de la Terre. Avec le Catalina Sky Survey, il a découvert de nombreux astéroïdes proches de la Terre et comètes, dont C/2021 A1 (Leonard), comète qui fut visible à l'œil nu.
Outre les comètes qu'il a découvertes, l'astéroïde (53435) Leonard est nommé en son honneur.

## Découvertes
Le Centre des planètes mineures le crédite de la découverte de 11 astéroïdes, tous découverts en 1992. Il a également découvert 21 comètes : 396P/Leonard, 449P/Leonard, 486P/Leonard, C/2017 W2 (Leonard), P/2017 Y3 (Leonard), P/2018 VN2 (Leonard), C/2020 H4 (Leonard), C/2020 K3 (Leonard), C/2020 X4 (Leonard), C/2021 A1 (Leonard), C/2021 G1 (Leonard), P/2021 L2 (Leonard), C/2021 U4 (Leonard), C/2022 K1 (Leonard), C/2022 R3 (Leonard), C/2022 U1 (Leonard), C/2022 W3 (Leonard), C/2023 A1 (Leonard), C/2023 V5 (Leonard), C/2023 X1 (Leonard) et C/2024 G5 (Leonard).
| (6333) Helenejacq  | 3 juin 1992  |
| (6334) Robleonard  | 27 juin 1992 |
| (7294) Barbaraakey | 3 juin 1992  |
| (7422) 1992 LP     | 3 juin 1992  |
| (8522) 1992 ML     | 25 juin 1992 |
| (10110) Jameshead  | 3 juin 1992  |
| (10349) 1992 LN    | 3 juin 1992  |
| (10798) 1992 LK    | 3 juin 1992  |
| (14899) 1992 LS    | 3 juin 1992  |
| (35130) 1992 LQ    | 3 juin 1992  |
| (43819) 1992 LL    | 3 juin 1992  |